# Karel de Grote Oeuvreprijs
De Karel de Grote Oeuvreprijs, voorheen Karel de Grote-prijs, is een culturele prijs van de stad Nijmegen.

## Achtergrond
De prijs, die in 1954 in het leven is geroepen, wordt toegekend voor één kunstwerk dat de stad Nijmegen tot onderwerp heeft of erdoor is geïnspireerd, dan wel voor het gehele artistieke oeuvre. Een kunstenaar, kunstenaarsgroep of cultureel ondernemer die behoort tot de culturele sfeer van Nijmegen komt voor de prijs in aanmerking. Aan de prijs is een geldbedrag verbonden van € 10.000. De gemeente reikt de oeuvreprijs eens in de vier jaar uit op voordracht van de Adviescommissie Cultuurprijzen.
Nadat de organist Joost Langeveld in 1982 de prijs had geweigerd, ontstond er een discussie over het al dan niet continueren van de prijs. In die tijd werd het reglement aangepast.
Naast de Karel de Grote Oeuvreprijs kent Nijmegen ook de Cultuur Stimuleringsprijs Stad Nijmegen, voorheen Alcuinusprijs, voor veelbelovende kunstenaars, kunstenaarsgroepen of cultureel ondernemers.

## Gelauwerden
- 2024 - Sven Ratzke (muzikant)
- 2020 - Ben Luderer (kunstenaar)
- 2016 - Mark Retera (striptekenaar)
- 2013 - Paul van Hontem (architect)
- 2010 - Jan Jansen (schoenontwerper)
- 2008 - Marco Blaauw (muzikant)
- 2005 - Victor Vroomkoning (dichter)
- 2003 - Wim Kol (architect)
- 2001 - Nel Linssen (sieraadontwerpster; kunstenares)
- 1999 - Robert Terwindt (schilder)
- 1997 - H.H. ter Balkt (dichter)
- 1995 - Jan Banning (fotografie)
- 1993 - Tejater Teneeter (theater)
- 1990 - Antoon Croonen (architectuur)
- 1988 - Theo Elfrink (schilderkunst)
- 1980 - F.G.L. van der Meer (literatuur)
- 1968 - Albert Termote (beeldhouwkunst)
- 1966 - L.J. Rogier (literatuur)
- 1961 - Rienk Roukema (architectuur)
- 1960 - Toon Vijftigschild (schilderkunst)
- 1959 - J. Out (toonkunst)
- 1958 - Gerard Bruning (beeldhouwkunst)
- 1957 - Jan Wit (literatuur)
- 1956 - Jan van der Laan (architectuur)